# Cemanáhuac
Cemanáhuac (del náhuatl: Cemanāhuac o Semanawak) es el nombre dado al universo o al mundo mediante una construcción contemporánea del nahua. En una actualización de la mitología nahua de la Huasteca, este concepto es imaginado como un gran rombo conformado por tres planos escalonados superpuestos. En el sentido geográfico, se refiere por lo general a la Tierra.aunque el término común es tlaltikpak.  

## Nombre
El origen del término cemanāhuac es incierto. Aunque popularmente se cree que proviene de cem- (totalmente) y ānāhuac, que a su vez derivaría de las palabras ā(-tl) (agua) y -nāhuac (posposición locativa que significa "próximo a"), en realidad se trataría de un nombre derivado de la palabra cemanāhuatl (mundo) y el sufijo locativo -c. Karttunnen argumenta que el que la primera /a/ sea breve es evidencia de que la interpretación cemānāhuac es incorrecta. Una derivación del nombre con el mismo significado es cemanāhuactli.

## Creación y parcelación
La mitología mexica narra que los dioses primordiales (Omecíhuatl y Ometecuhtli) tuvieron 4 hijos varones: los dioses creadores (Xipe Tótec, Tezcatlipoca, Quetzalcóatl y Huitzilopochtli). Estos heredaron el arte de la creación de sus padres a partir de su sustancia, y tras 600 años de inactividad dos de ellos (Tezcatlipoca y Quetzalcóatl) se encargaron de organizar al universo, optando por la manera vertical y la manera horizontal.

## Rectoría
Al organizar el universo en forma horizontal y vertical, los dioses creadores forjaron a las parejas de dioses que controlarían las aguas (Tláloc y Chalchiuhtlicue), la tierra (Tlaltecuhtli y Tlalcíhuatl), el fuego (Xiuhtecuhtli y Chantico) y a los muertos (Mictlantecuhtli y Mictecacíhuatl).

## Universos

### Universo horizontal
En una construcción contemporánea y que no corresponde a las cosmovisiones nativas sino a una idealización de estas, el universo horizontal está comprendido por puntos cardinales o direcciones hemisféricas. Al norte (Mictlampa): Tezcatlipoca; al oeste/occidente (Cihuatlampa): Xipetótec; al este/oriente (Tlahuiztlampa): Quetzalcóatl; y al sur (Huitztlampa): Huitzilopochtli, cuyas fuerzas supuestamente emanan de las direcciones hemisféricas se convergen y se sostienen por un eje central, el calpolli, que era resguardado por Xiuhtecuhtli, dios del fuego. 

### Universo vertical

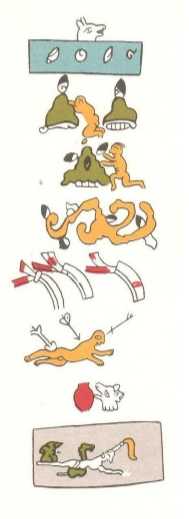
Los niveles del Mictlán, Códice Vaticano A

Para el caso del universo vertical existen tres partes: el supramundo, el mundo y el inframundo. Para los mexicas, la parte íntegra central se llama Tlalocan y existen 4 gigantescos árboles en cada esquina del mismo, que impiden que el tercio de en medio (el mundo) se junte con el tercio superior (supramundo) o con el inferior (inframundo).

## Partes del universo vertical

### Tlaltícpac
El mundo, en la cosmovisión nahua, está formado a partir del cuerpo del monstruo Cipactli, una tierra sólida y viviente generadora del sustento para el hombre y para la naturaleza, pues de ella se creó la superficie. Bajo esta misma premisa, se cree que de sus cabellos surgieron árboles, flores y plantas; de su piel surgieron planicies, llanuras y sedimentos fluviales; de sus ojos surgieron pozos, cuevas y fuentes; de su boca surgieron ríos, lagos y manantiales; de su nariz surgieron valles, cordilleras y mesetas; y de sus hombros surgieron sierras, volcanes y montañas.

### Ilhuícac y Mictlán
El supramundo (trece cielos) y el inframundo (nueve regiones) representan el universo vertical, cuyas fuerzas superiores e inferiores convergen desde la tierra, influenciándola, así mismo, diariamente cuerpos celestes descienden al inframundo y ascienden de él, entrelazados por el universo horizontal, las direcciones hemisféricas o puntos cardinales que son regidos por los Dioses Creadores.